# Brunšov (Hradištko)
Brunšov (něm. Brunschau, Brunnseifen) je vesnice, část obce Hradištko v okrese Praha-západ. Jako část obce vznikla ke dni 21. 10. 2013. V roce 2011 měla 521 obyvatel a nacházelo se v ní 204 domů.

## Historie
Za druhé světové války se ves stala součástí vojenského cvičiště Zbraní SS Benešov a její obyvatelé se museli 15. září 1942 vystěhovat.

## Další fotografie

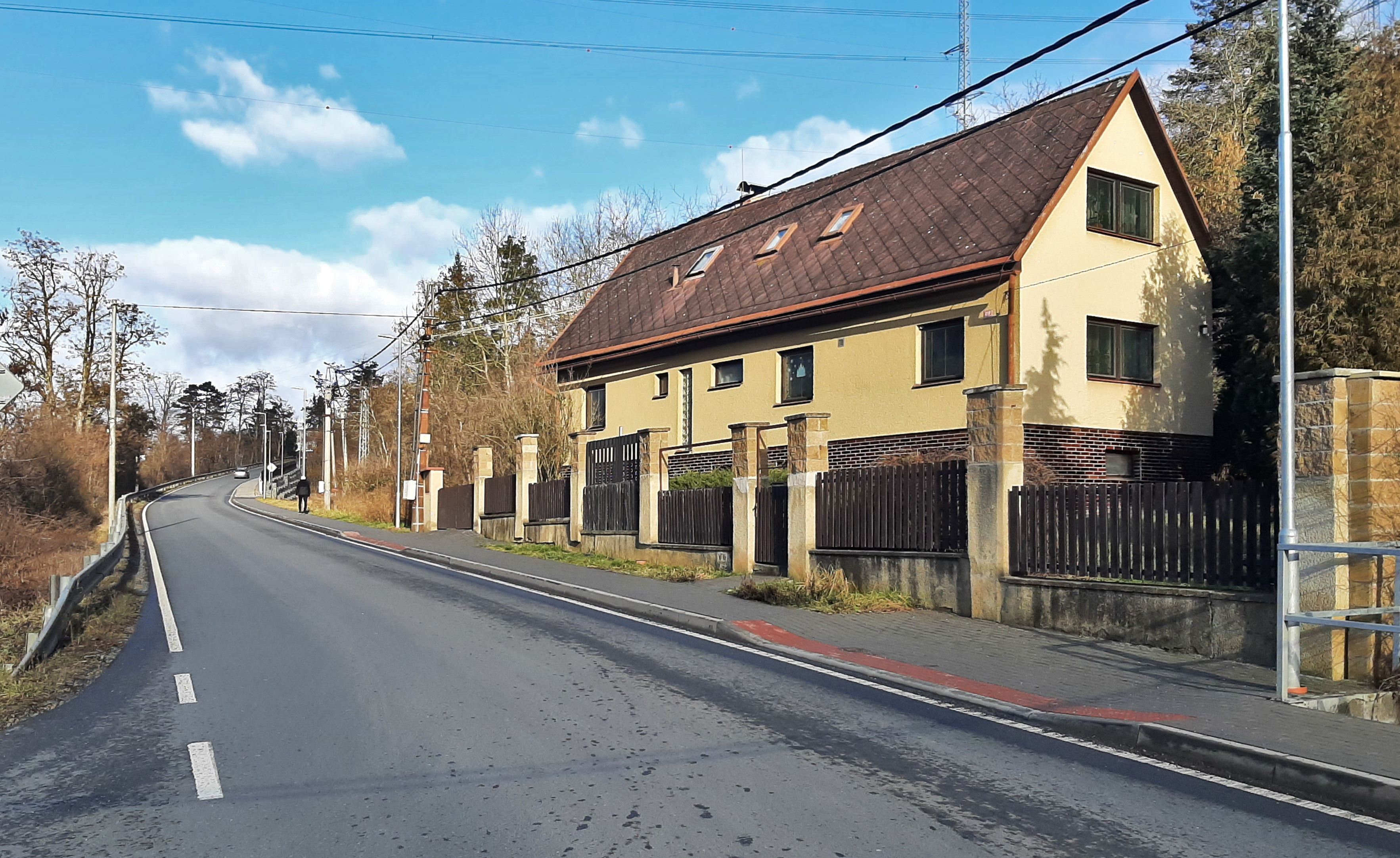
Dům čp. 217
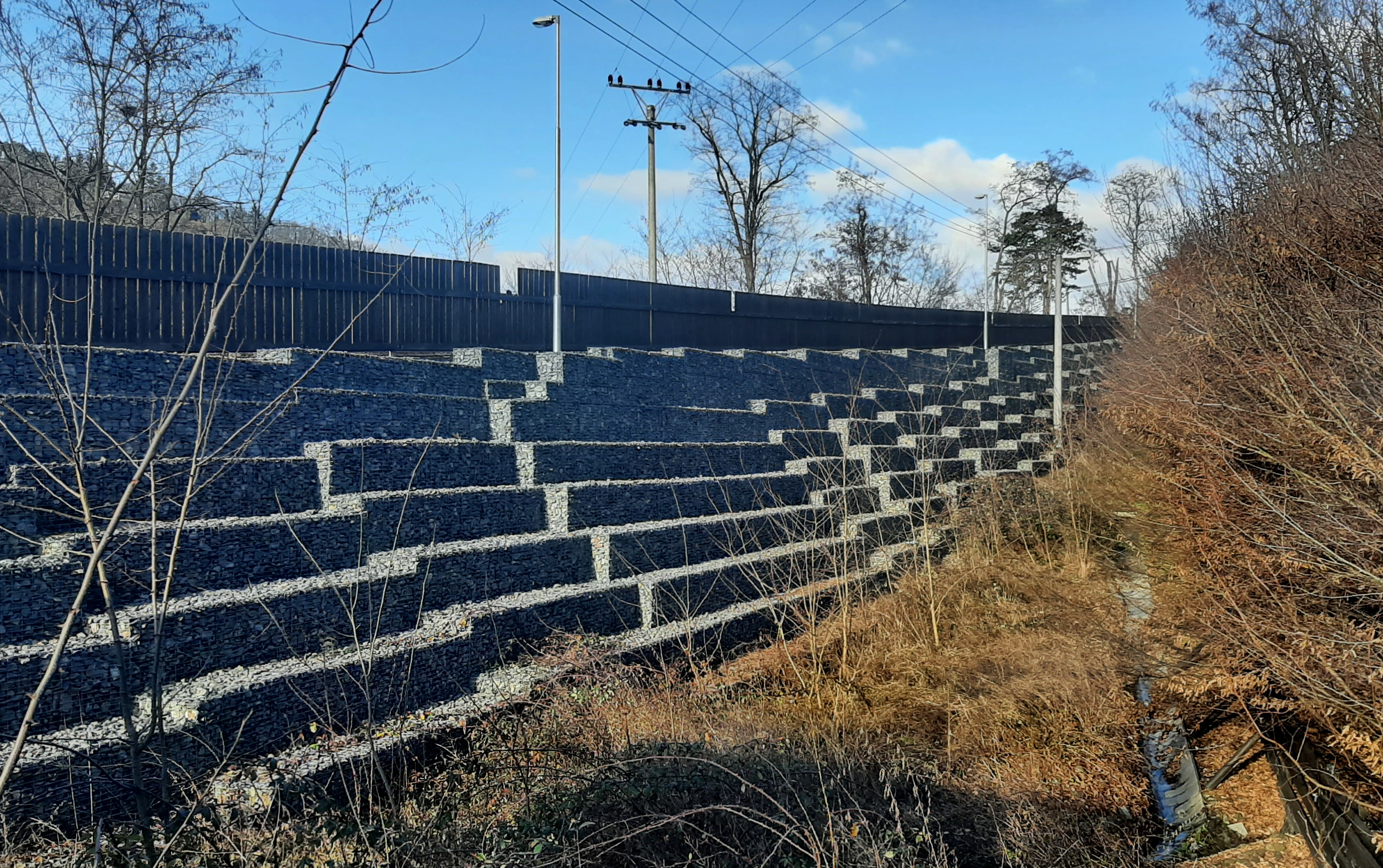
Opěrná zeď Benešovské ulice
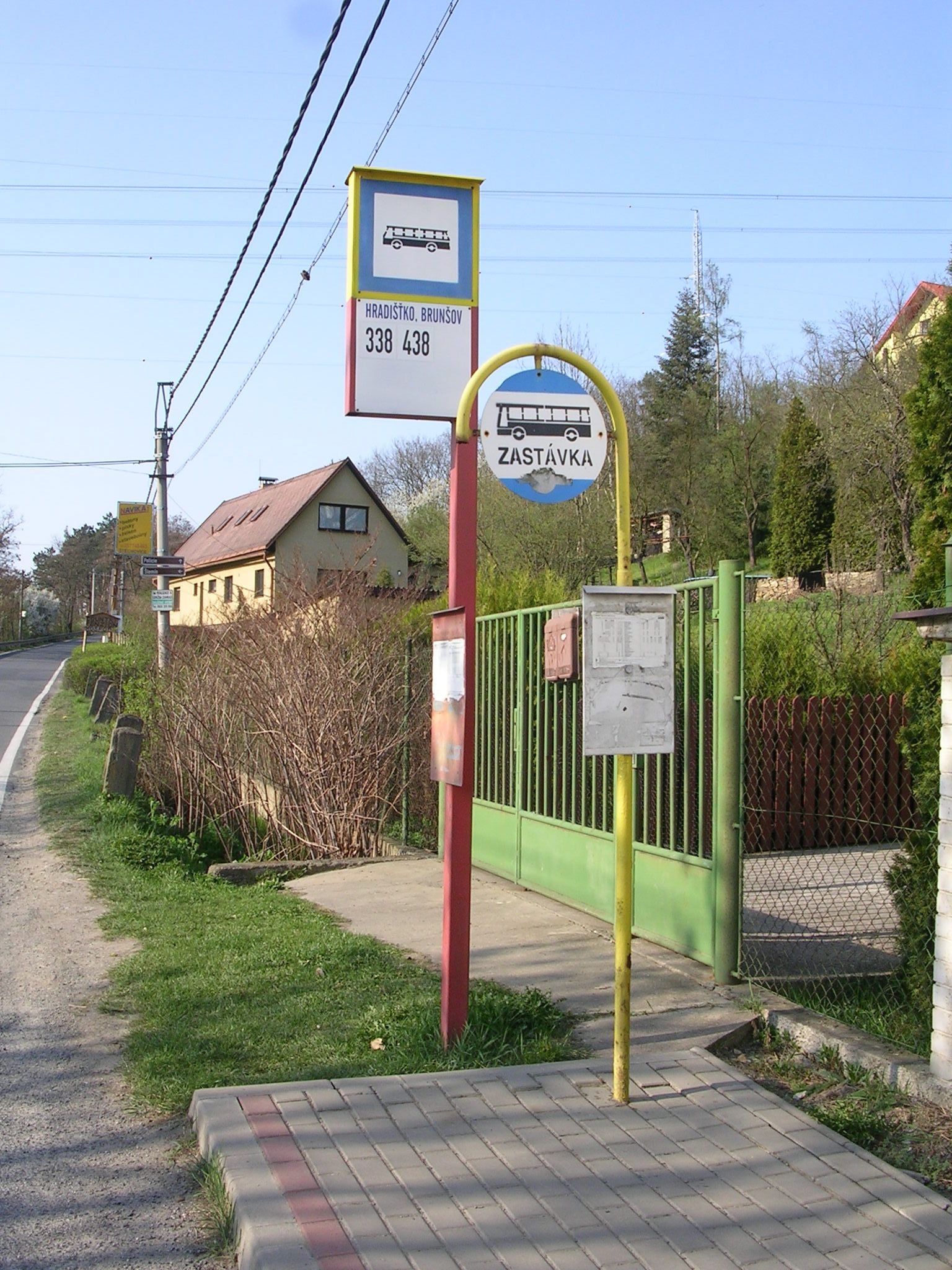
Zastávka